# Eupithecia mayerata
Eupithecia mayerata är en fjärilsart som beskrevs av Achille Guenée 1858. Eupithecia mayerata ingår i släktet Eupithecia och familjen mätare. Inga underarter finns listade i Catalogue of Life.